# Antoine Hamid Mourany
Antoine Hamid Mourany (* 24. Januar 1930 in Koubayat; † 16. April 2012) war Erzbischof der Erzeparchie Damaskus der Maroniten.

## Leben
Antoine Hamid Mourany empfing am 11. Juni 1960  die Priesterweihe. Papst Johannes Paul II. ernannte ihn am 5. Juni 1989 zum Erzbischof von Damaskus. Der Maronitische Patriarch von Antiochien, Nasrallah Boutros Sfeir, spendete ihm am 16. September desselben Jahres die Bischofsweihe; Mitkonsekratoren waren Joseph Merhi CML, Bischof von Kairo, und Georges Abi-Saber OLM, Weihbischof in Antiochien. Am 10. März 1999 nahm Papst Johannes Paul II. seinen Rücktritt an.